# مؤسسة كنوت وأليس والنبرج
مؤسسة كنوت وأليس والنبرج ( KAW ) (بالسويدية: Knut och Alice Wallenbergs Stiftelse) هي مؤسسة سويدية عامة وخاصة تأسست في عام 1917  قبل كنوت أجاثون والنبرغ وزوجته أليس والنبرغ. تم إنشاؤه لدعم البحث في العلوم الطبيعية والتكنولوجيا والطب من خلال منح منح طويلة الأجل للبحوث الأساسية من أعلى فئة دولية.